# Washington Strait
Die Washington Strait ist eine 5 km breite Meerenge im Archipel der Südlichen Orkneyinseln. Sie trennt die Fredriksen-Insel und Powell Island im Westen von Laurie Island und mehreren kleineren Inseln im Osten.
Der US-amerikanische Robbenfängerkapitän Nathaniel Palmer und sein britisches Pendant George Powell entdeckten die Meerenge im Dezember 1821 während ihrer gemeinsamen Erkundungsfahrt zu den Südlichen Orkneyinseln. Laut Advisory Committee on Antarctic Names und UK Antarctic Place-Names Committee ist der wahrscheinliche Namensgeber George Washington (1732–1799), erster Präsident der Vereinigten Staaten.